# Arias Gallego
Arias Gallego fou un noble del llinatge de Jerez de los Caballeros o de Badajoz a Extremadura que fou bisbe de Girona i inquisidor del Regne d'Aragó. Prengué possessió del càrrec l'11 de juny de 1556 i com a bisbe visità dos cops la seva diòcesi i assistí al Concili de Trento. Renuncià a la possessió d'aquesta diòcesi el 25 d'octubre de 1565 i fou traslladat al bisbat de Cartagena.